# Alfonso Fadrique
Alfonso Fadrique – namiestnik Księstwa Aten z ramienia książąt: Manfreda Aragońskiego i Wilhelma II Aragońskiego w latach 1316 – 1330. Naturalny syn Fryderyka II Aragońskiego.

## Życiorys
Został namiestnikiem Księstwa Aten po śmierci don Berenguera. Znakomicie wykorzystał walory Kompanii: waleczność i złowrogą sławę. Po śmierci Jana I Angelosa przyłączył do Aten południową część Tesalii z Neopatras. Wysunął również pretensje do spadku po swym teściu, Bonifacym z Werony, jednym z trzech feudałów władających za zgodą Wenecjan Eubeą. Ostatecznie między księciem Aten a Wenecją został zawarty traktat pokojowy gwarantujący wenecki stan posiadania. Traktat był kilkakrotnie odnawiany. Alfonso pozostawił po sobie dobrą pamięć jako zarządca. Wpływy jakie uzyskał pozwoliły jego potomkom: Jakubowi i Ludwikowi odgrywać decydującą rolę wśród możnowładców katalońskich rządzących Księstwem.
Był również hrabią Salony w latach 1318–1338. Jego następcą w Salonie był Pedro I Fadrique.  